# St. Georg (Steinbach)

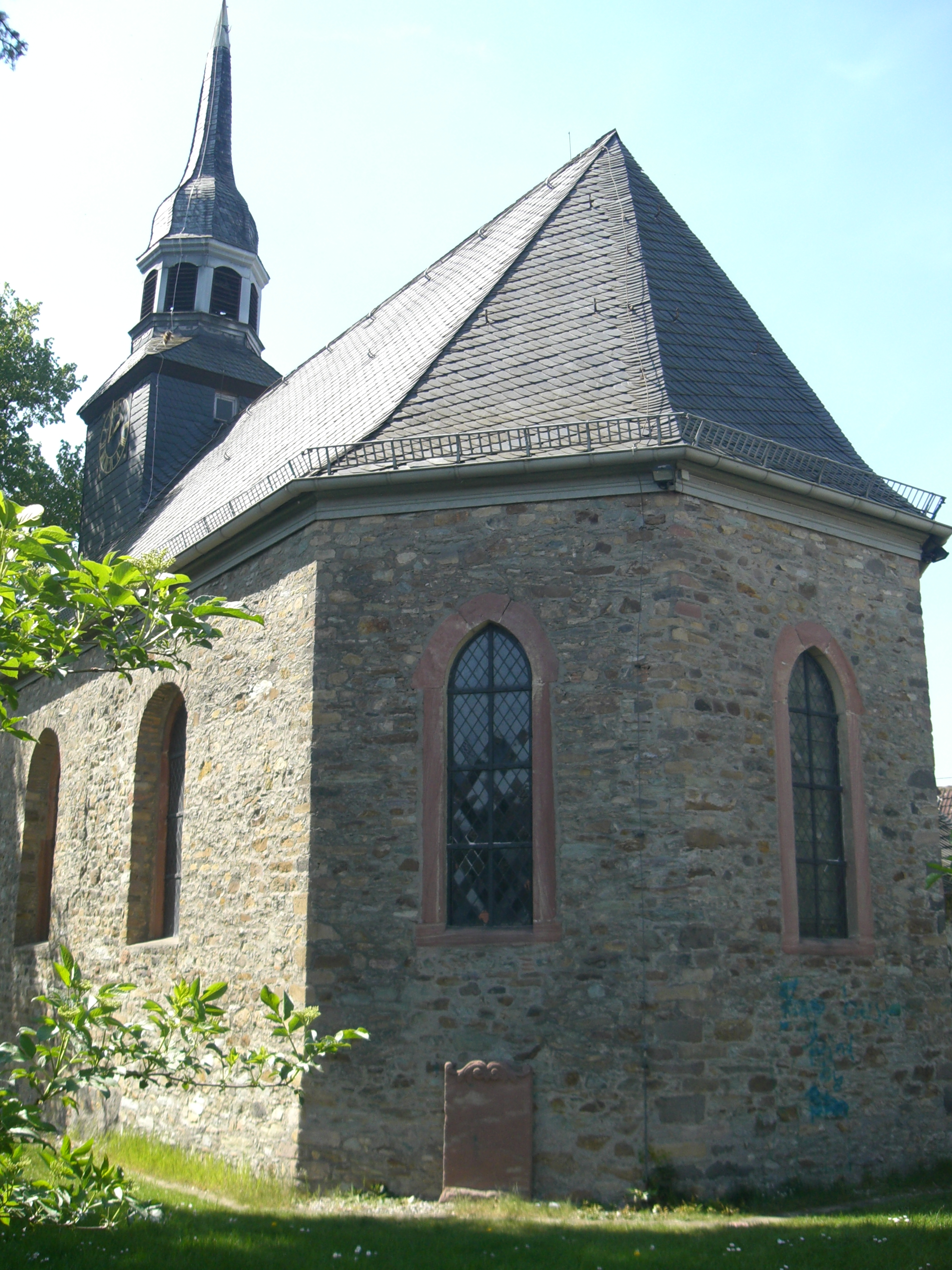
St.-Georgs-Kirche von Südosten

St. Georg (St.-Georgs-Kapelle) in Steinbach (Taunus) ist eine heute evangelische Pfarrkirche. Sie wurde erstmals 1371 urkundlich erwähnt und um 1270 gebaut. Ihre maßgebliche Gestalt barocke Gestalt erhielt sie durch einen Erweiterungsumbau zu Beginn des 18. Jahrhunderts. Zu den besonderen Ausstattungsstücken gehört eine Stumm-Orgel aus dem Jahr 1767.
Die Kirche gehört zu den Kirchengemeinden im Vordertaunus des Dekanats Hochtaunus in der Propstei Rhein-Main der Evangelischen Kirche in Hessen und Nassau.

## Geschichte

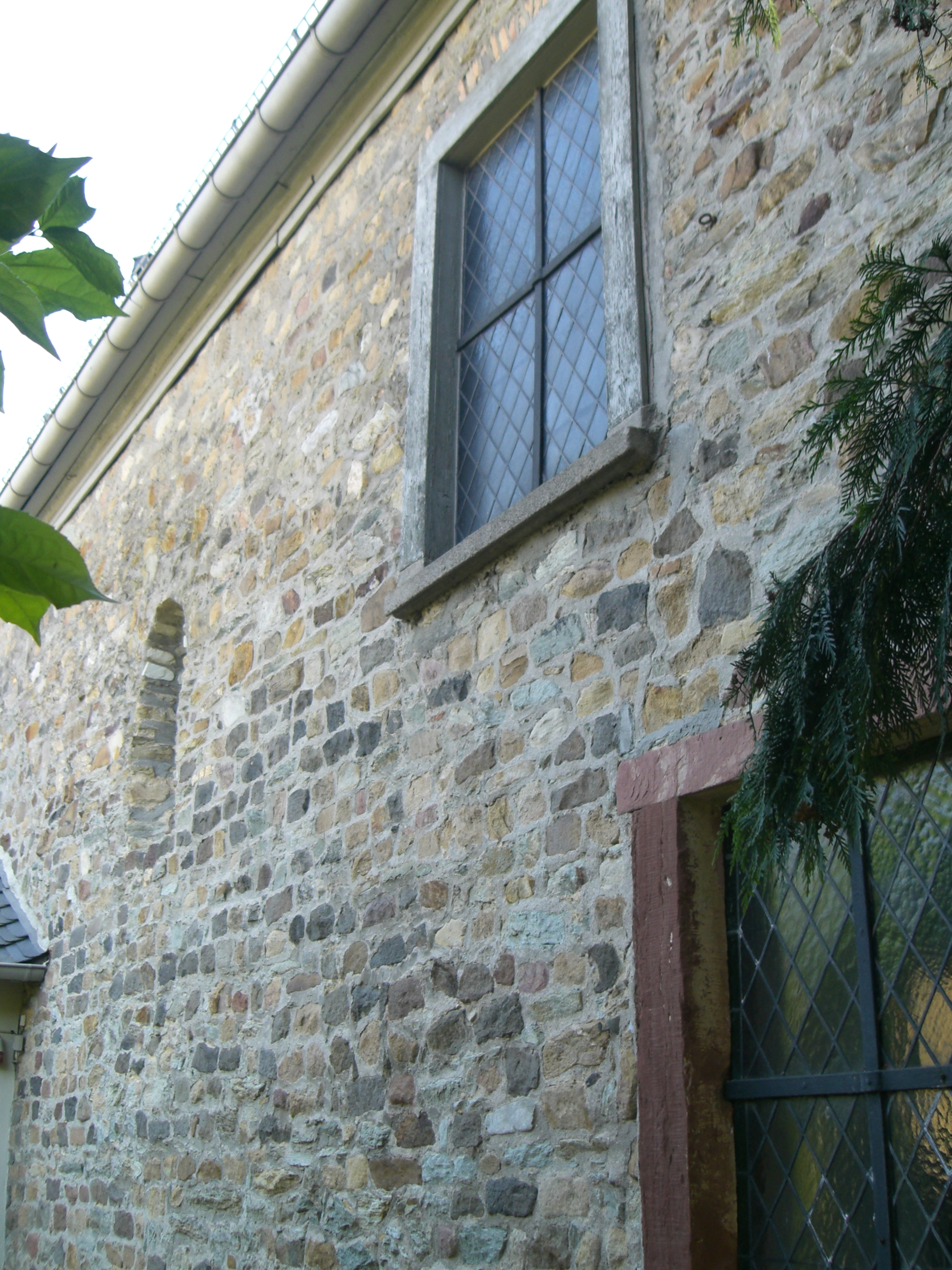
Nordseite mit rundbogigem romanischem Fenster

Die Kirche wurde wahrscheinlich um 1270 errichtet. In einer Urkunde des Jahres 1371 wurde die St.-Georgs-Kirche zum ersten Mal genannt. Frank von Kronberg verfügte in seinem Testament 40 Gulden für die Renovierung, um „die Kirchen in Steinbach wieder zu machen“. Dies lässt auf eine Erbauungszeit im 13. Jahrhundert schließen. Vermutlich wurde das Geld für eine Dachsanierung verwendet. Zudem wurde das Mauerwerk von 3,20 Meter auf etwa 5 Meter erhöht. Verbliebene Bauteile aus Fachwerk wurden entfernt. Das Gotteshaus war zu dieser Zeit Filialgemeinde der Kirche in Eschborn und durfte keine Taufen und Eheschließungen durchführen und wahrscheinlich auch keine Beerdigungen.
Mit Einführung der Reformation im Jahr 1526 wechselte Steinbach zum lutherischen Bekenntnis. Die Kirche wurde im Jahr 1538 im Rentbuch des Caspar von Kronberg als St.-Georgs-Kapelle bezeichnet. Nachdem Graf Christoph von Stolberg-Königstein Steinbach 1578 an den Grafen Philipp Ludwig I. von Hanau-Münzenberg verpfändet hatte, erwarben die Hanau-Münzenberger den Ort im Jahr 1596. In der Zeit der Gegenreformation blieb der Ort evangelisch-lutherisch, während die Nachbarorte rekatholisiert wurden.
Die Kirche erfuhr in den Jahren 1702 bis 1721 einen Erweiterungsumbau und erhielt seine barocke Gestalt durch den Choranbau und die Aufstockung des Langhauses. Ein neuer Dachreiter wurde aufgesetzt und im Inneren wurden Emporen eingebaut. Im Zuge des Einbaus der Orgel im Jahr 1834 wurde die Nordempore gekürzt. Die tiefer gelegene Orgelempore erhielt einen eigenen Treppenzugang. Das Turmuhrwerk wurde 1871 von der Firma Ritsert & Söhne eingebaut.
Zwischen 1867 und 1948 blieb Steinbach eine hessische Enklave im preußischen Gebiet. Der Ort gehörte zum Landkreis Offenbach und war kirchlich dem Dekanat Offenbach zugeordnet.
1901 erfolgte eine tiefgreifende Renovierung, 1904 der Einbau eines Heizofens und eines Kamins an der Nordseite.
Im Jahr 1960 folgte der Sakristeianbau und die Installation von vier Gasheizgeräten. Renovierungen der Kirche wurden 1962 und 1987 durchgeführt. 1991 wurden behindertengerechte Sanitäranlagen angebaut, 1997 eine Warmwasserheizung eingebaut und 2002 das Turmuhrwerk restauriert, auf elektrischen Antrieb umgestellt und im Eingangsbereich aufstellt.
In den Jahren 2008 und 2009 folgte eine umfassende Renovierung und Sanierung, bei der die Kirchenfenster erneuert und der Innenputz an das Mauerwerk befestigt wurde. Eine in den 1980er Jahren aufgetragene Dampfsperre wurde beseitigt und das Innere der Kirche neu gestrichen. Die Wiedereröffnung der Kirche erfolgte am 4. April 2009.
Die St.-Georgs-Kirche ist eines der ältesten Bauwerke zwischen Taunus, Rheingau und Frankfurt. Sie ist Station auf dem Elisabeth-Pilgerpfad von Frankfurt nach Marburg.

## Architektur

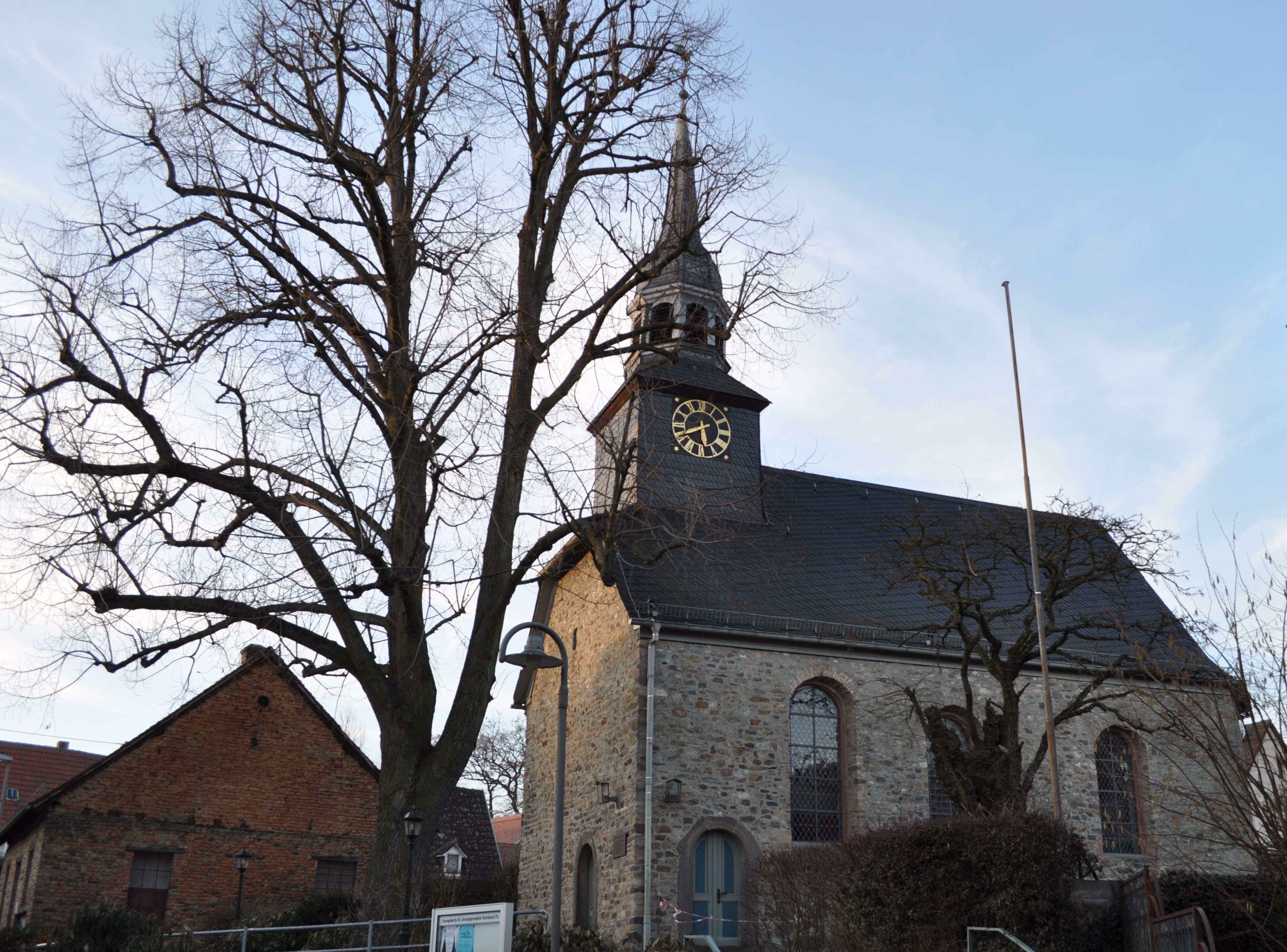
Südseite der Kirche

Die Georgskirche präsentiert sich als typische protestantische Predigtkirche. Die Saalkirche hat einen 3/8-Ostabschluss, der durch drei Rundbogenfenster mit Licht versorgt wird. Die Umbauten sind an senkrechten und waagerechten Baunähte in der Südwand ablesbar. In der West- und Nordwand findet sich eine waagerechte Baunaht. Der Sakristeianbau von 1960 verdeckt die senkrechte Baunaht in der nördlichen Mauer.
Der Innenraum wird in die Südwand durch drei große rundbogige Fenster belichtet, die 1747/1748 eingebrochen wurden. In dieser Wand sind die drei kleinen vermauerten Rundbogenfenster aus romanischer Zeit erkennbar, die sich teilweise vom Innenputz abheben. In der Nordwand ist links neben zwei Rechteckfenstern ein kleines romanisches Rundbogenfenster erhalten. Auf einen ursprünglichen Dachreiter weist der eichene Stützpfosten unter der Westempore. Der Dachstuhl ruht auf fünf Sprengwerken. Das Gebäude wird durch rundbogige Portale im Süden und Westen erschlossen. Der Bogen des Südportals ist mittig mit dem Jahr 1712 bezeichnet.

## Ausstattung

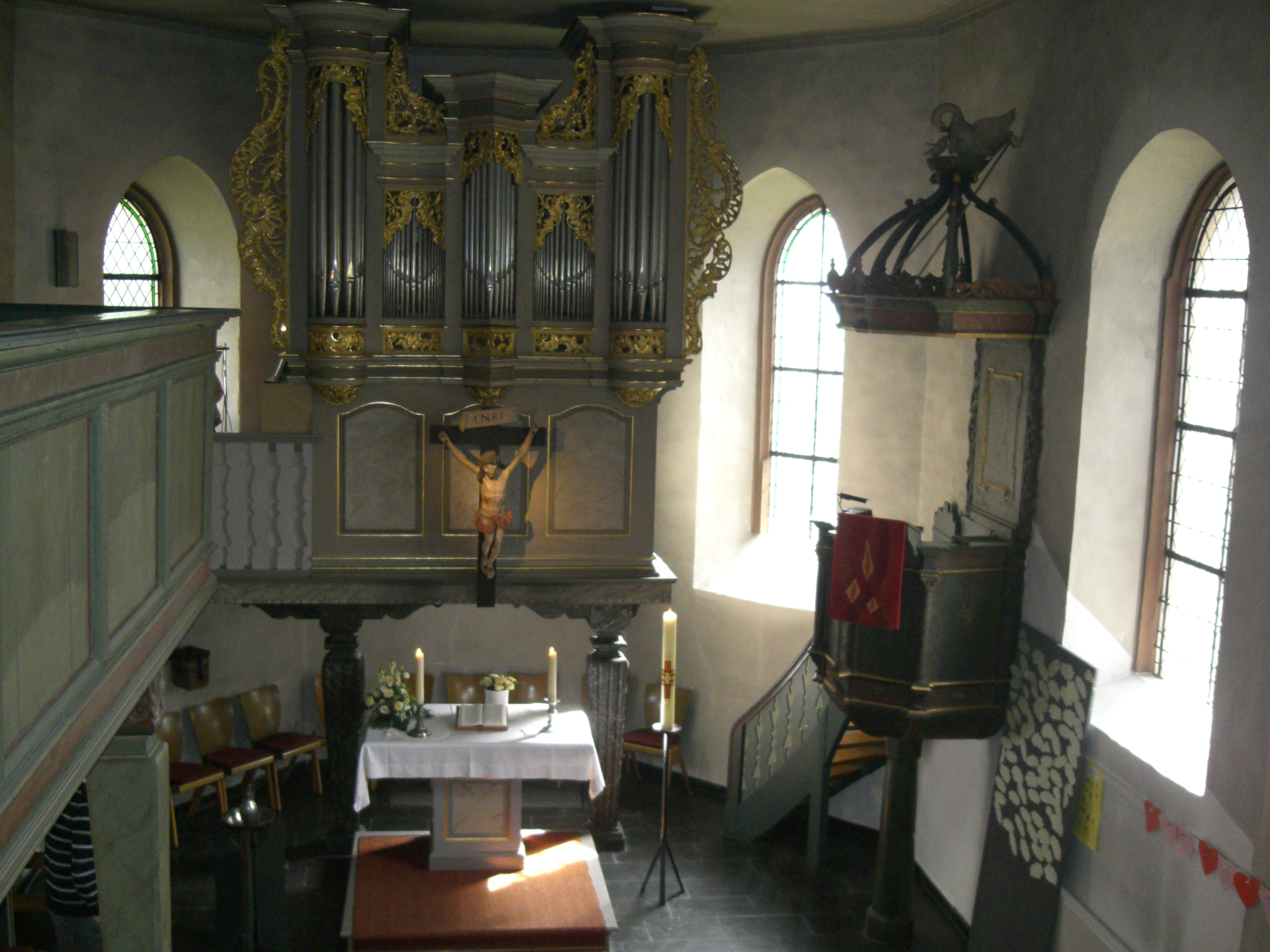
Innenraum mit Orgel, Altar und Kanzel

Der Innenraum wird von einer Flachdecke abgeschlossen. Die östliche Chorempore dient als Aufstellungsort für die Orgel. An ihr ist ein Kruzifix angebracht. Davor steht mittig der Altar. Rechts davon ist die polygonale Kanzel an der Südwand aufgestellt. Sie ist unter der Darstellung des Königs David mit 1748 bezeichnet, wurde aber bereits 1743 eingeweiht. Auf dem Schalldeckel bilden Bögen eine Krone, die in einem goldenen Nest enden. Darin sitzt ein Pelikan, der mit seinem Blut seine Jungen nährt. Die Darstellung ist ein Symbol für den Opfertod Jesu. An der Unterseite des Schalldeckels ist eine fliegende Taube angebracht, Symbol für den Heiligen Geist.

## Orgel

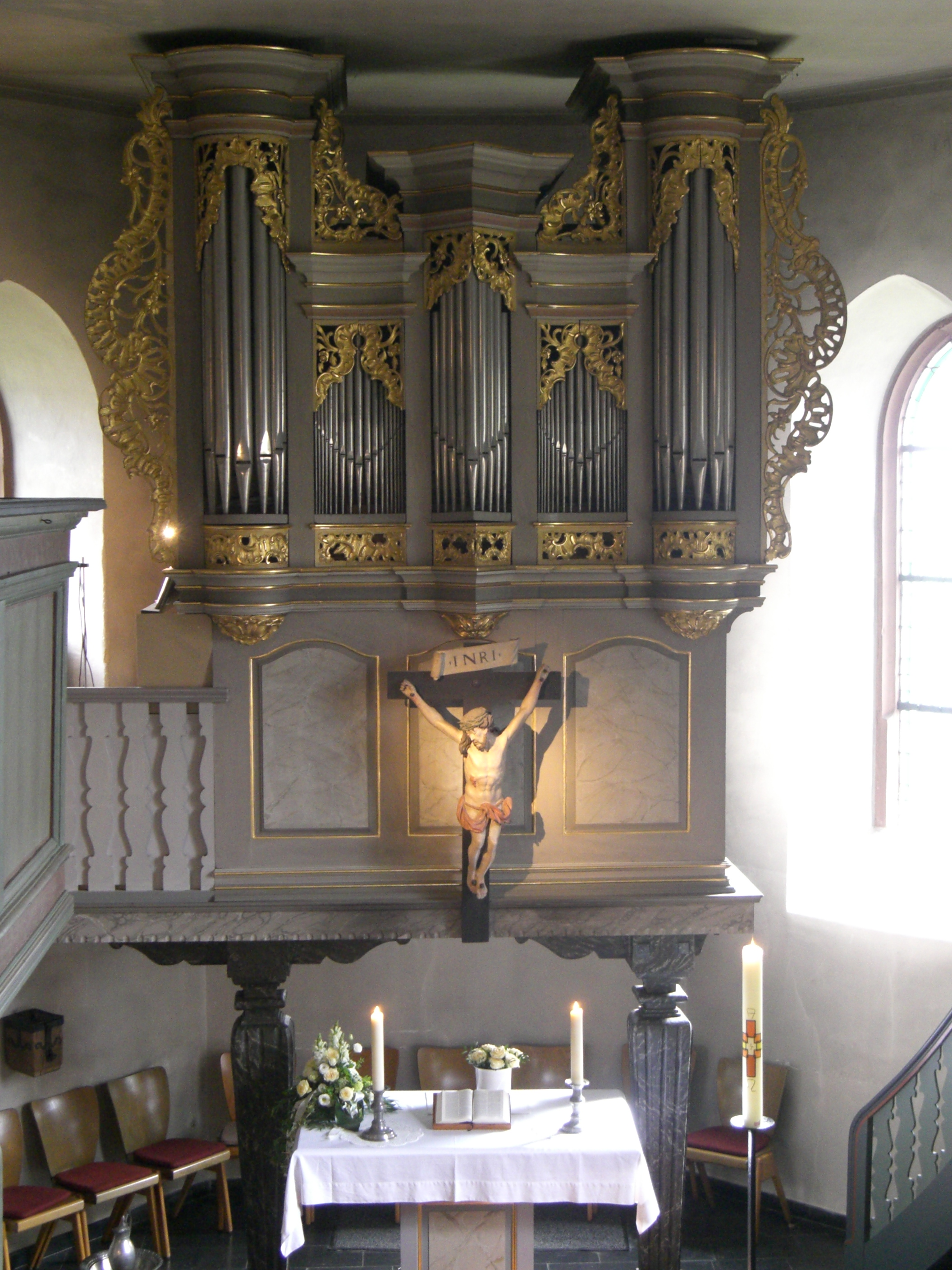
Stumm-Orgel von 1767

Die Orgel wurde 1767 von Johann Michael Stumm II. für die Gemeinde Sprendlingen in Rheinhessen für 750 Gulden gebaut. Die Steinbacher Kirche erwarb sie am 28. April 1834 gebraucht von der katholischen Gemeinde. Sie stammt aus der dritten Generation der berühmten Orgelbauerfamilie. Die Orgel verfügt über 13 Register mit folgender Disposition:
| I Hauptwerk C–    |       |
| Hohlpfeif         | 8′    |
| Flaut Travers D   | 8′    |
| Principal         | 4′    |
| Floet             | 4′    |
| Viol de Cam       | 4′    |
| Quint             | 3′    |
| Terz              | 1 ⁄3′ |
| Octav             | 2′    |
| Mixtur IV         |       |
| Trombeth B/D      | 8′    |
| Menschenstimm B/D | 8′    |
| Tremulant         |       |

| Pedal C– |     |
| Subbaß   | 16′ |
| Vigilon  | 8′  |

- Koppeln: I/P

## Geläut
Der Dachreiter beherbergt ein Zweiergeläut. Die ältere Glocke („St.-Georgs-Glocke“) wurde 1699 Johannes Schneidewindt in Frankfurt am Main gegossen. Sie wiegt 250 Pfund und auf den Ton dis gestimmt. Sie trägt die Inschrift „1699 Goß mich Johannes Schneidewindt in Frankfurdt“. Am 2. Dezember 1956 goss die Firma Rincker die „Johannesglocke“. Sie hat ein Gewicht von 220 Pfund und ist auf den Ton fis gestimmt. Sie trägt die Inschrift „Lasset euch versöhnen mit Gott“, dem Motto des 7. Deutschen Evangelischen Kirchentags in Frankfurt am Main von 1956.